# Veilleins
Veilleins é uma comuna francesa na região administrativa do Centro, no departamento Loir-et-Cher. Estende-se por uma área de 47,5 km². Em 2010 a comuna tinha 165 habitantes (densidade: 3,5 hab./km²).